# 金成章
金成章，清朝政治人物。奉天正黃旗人。
金成章為舉人出身。乾隆二十三年（1758年）十二月，出任湖南永順府龍山縣知縣。